# Аркпорт (Њујорк)
Аркпорт (енгл. Arkport) град је у америчкој савезној држави Њујорк.

## Демографија
По попису из 2010. године број становника је 844, што је 12 (1,4%) становника више него 2000. године.
| Група             | 2000.       | 2010.       |
| Белци             | 813 (97,7%) | 831 (98,5%) |
| Афроамериканци    | 5 (0,6%)    | 1 (0,1%)    |
| Азијати           | 3 (0,4%)    | 4 (0,5%)    |
| Хиспаноамериканци | 6 (0,7%)    | 3 (0,4%)    |
| Укупно            | 832         | 844         |